# Милевци (община Босилеград)
 Тази статия е за селото в Западните покрайнини, Сърбия.  За селото в България вижте Милевци.  
Милèвци (на сръбски: Милевци или Milevci) е село в община Босилеград, Западните покрайнини, Сърбия.

## География
Село Милевци е разположено в южните склонове на Милевската планина, на север от Босилеград. Състои се от шест разпръснати махали – Ливадска, Село, Арнаутска, Длъга ньива, Га̀ринска и Прекопланска. Махалата Прекопланци (8 къщи) се намира в най-горните части на селото, връх Милевци(1732м.) в североизточните, а църквата „Свети апостоли Петър и Павле“ в югозападната част на селото. Селото е богато на води. Има много чешми, носещи имената на долините, в които се намират.

## История
В началото на ХХ век в землището на Милевци са били запазени следи от каменно укрепление, както и развалини, които според местните жители са останки от стари църкви. Селото се споменава за пръв път в османски данъчен регистър от 1570, като Миловци и през 1576 година под името Мильовча. Произлиза от личното име Милѐ
До 1878 година селото е господарско и земите му принадлежат на турски чифликчии, на които селяните изплащат рента. Според Йордан Захариев то е станало господарско през 80-те години на XVIII век. През първата половина на XIX век Милевци се е състояло само от махалите Село (7 къщи) и Прекопланци (2 къщи), а след 1850 година местните жители се разселват и основават и останалите махали.
В 1864 година селото има 29 ханета (117 мъже), а в 1874 година – 32 ханета (131 мъже, от които 5 цигани-мюсюлмани).
От 1878 до 1920 година селото е в границите на България и е част последователно от Изворска (до 1889 г.), Босилеградска (до 1901 г.) и Кюстендилска околия. През 1878 година земите на чифликчиите са взети от местните жители и по-късно, след правителствен заем, са изплатени на предишните им собственици.
По силата на Ньойския договор от 1919 година селото е включено в пределите на Кралството на сърби, хървати и словенци. През 1941 – 1944 година Милевци, както и останалите села в Западните покрайнини, отново е под българско управление.

## Население след 1878 г.
- 1880 – 283 души
- 1900 – 871 души
- 1910 – 397 души
- 1948 – 423 души
- 1953 – 421 души
- 1961 – 376 души
- 1971 – 370 души
- 1981 – 273 души
- 1991 – 205 души
- 2002 – 140 души
- 2011 – 77 души

### Етнически състав
Според данните от преброяването от 2002 година, 92,14% от жителите на селото са се декларирали като българи, 2,14% не са обявили етническата си принадлежност, а един е заявил, че е македонец.

## Личности
Родени в Милевци
- Стефан Мирчев, активист на организациите на бежанците от Западните покрайнини преди 1944 г.
- Арсо Дойчинов - бивш кмет на селото.